# Чемпіонат світу з боксу серед жінок 2006
IV Чемпіонат світу з боксу серед жінок відбувся 18 - 23 листопада 2006 року в Нью-Делі, Індія. 
Бої проходили у 13 вагових категоріях. У чемпіонаті взяло участь 180 боксерів, що представляли 32 національні федерації.
Україну представляли: Оксана Штакун, Ольга Милосердна, Вікторія Руденко, Людмила Грицай, Олександра Сидоренко, Олександра Козлан, Ольга Новікова.

## Медалістки
| Категорія: | Золото:        | Срібло:            | Бронза:                          |
| до 46 кг   | Мері Ком       | Стелюца Дуца       | Йон Ок Назгуль Боранбаєва        |
| до 48 кг   | Рі Йон Х'ян    | Єсіка Бопп         | Еліс Апаррі Марлен Еспарза       |
| до 50 кг   | Хасібе Еркоч   | Сіян Лі            | Чхотту Лура Фадія Ель-Ідріссі    |
| до 52 кг   | Саріта Деві    | Вікторія Руденко   | Саміха Алі Хассан Ягода Карге    |
| до 54 кг   | Софія Очігава  | Кароліна Міхальчук | Цінь Жань Людмила Грицай         |
| до 57 кг   | Юм Кун Джу     | Уша Наґісетті      | Бінь Ву Міхаела Кієвскі          |
| до 60 кг   | Кеті Тейлор    | Анабелла Фаріас    | Мітчел Мартінес Тетяна Чалая     |
| до 63 кг   | Дженні Р. Л.   | Клара Свенссон     | Кеті Данн Юлія Нємцова           |
| до 66 кг   | Ая Сіссоко     | Олександра Козлан  | Аруна Мішра Мері Спенсер         |
| до 70 кг   | Аріанна Фортін | Акіма Стокс        | Люмініца Турчін Ольга Славінська |
| до 75 кг   | Леха К.Ч.      | Чжинзі Лі          | Аніта Душа Ольга Новікова        |
| до 80 кг   | Ірина Синецька | Чітіква Хемінґвей  | Рену Гора Беата Малек            |
| вище 80 кг | Олена Суркова  | Марія Ковач        | Адріана Госу Шемси Ярали         |

## Медальний залік
| Медальний залік |                |        |        |        |       |
| Місце           | Держава        | Золото | Срібло | Бронза | Разом |
| 1               | Індія          | 4      | 1      | 3      | 8     |
| 2               | Росія          | 3      | 0      | 3      | 6     |
| 3               | Північна Корея | 2      | 0      | 1      | 3     |
| 4               | Канада         | 1      | 0      | 2      | 3     |
| 5               | Туреччина      | 1      | 0      | 1      | 2     |
| 6               | Ірландія       | 1      | 0      | 0      | 1     |
| 6               | Франція        | 1      | 0      | 0      | 1     |
| 8               | КНР            | 0      | 2      | 2      | 4     |
| 8               | Україна        | 0      | 2      | 2      | 4     |
| 10              | США            | 0      | 2      | 1      | 3     |
| 11              | Аргентина      | 0      | 2      | 0      | 2     |
| 12              | Румунія        | 0      | 1      | 3      | 4     |
| 13              | Польща         | 0      | 1      | 2      | 3     |
| 14              | Угорщина       | 0      | 1      | 1      | 2     |
| 15              | Швеція         | 0      | 1      | 0      | 1     |
| 16              | Філіппіни      | 0      | 0      | 2      | 2     |
| 17              | Єгипет         | 0      | 0      | 1      | 1     |
| 17              | Казахстан      | 0      | 0      | 1      | 1     |
| 17              | Данія          | 0      | 0      | 1      | 1     |
| Разом           | 19 держав      | 13     | 13     | 26     | 52    |